# Slimminge
Slimminge är en småort i Skurups kommun och kyrkby i Slimminge socken, belägen vid Romeleåsens fot i Skåne.
Slimminge har en skola för skolår ett till sex. En kommunal förskola och en I ur och skur-förskola. Slimminge kyrka från år 1807 ligger mitt i byn, medan Johannamuseet ligger halvvägs till Skurup.  Något ovanligt är att ortens bygdegård (Slimminge Bygdegård) ligger cirka 3–4 kilometer bort i Janstorp.
Byn har ett aktivt byalag som förutom aktiviteter för byns gemenskap, har en omfattande forskning i bygdens historia.